# Сасер (Џорџија)
Сасер (Џорџија) (енгл. Sasser) град је у америчкој савезној држави Џорџија. По попису становништва из 2010. у њему је живело 279 становника.

## Демографија
Према попису становништва из 2010. у граду је живело 279 становника, што је 114 (29,0%) становника мање него 2000. године.
| Група             | 2000.       | 2010.       |
| Белци             | 201 (51,1%) | 138 (49,5%) |
| Афроамериканци    | 180 (45,8%) | 128 (45,9%) |
| Азијати           | 1 (0,3%)    | 0 (0,0%)    |
| Хиспаноамериканци | 5 (1,3%)    | 6 (2,2%)    |
| Укупно            | 393         | 279         |